# Neutralisation
 Der er for få eller ingen kildehenvisninger i denne artikel, hvilket er et problem. Du kan hjælpe ved at angive troværdige kilder til de påstande, som fremføres i artiklen.

Neutralisation er et begreb inden for faget kemi. Man taler ofte om neutralisation i forbindelse med syrer og baser. Disse kan neutralisere hinanden. Under neutraliseringen bliver der dannet salt og vand. Det er naturligvis også muligt at fortynde en syre eller en base med vand men man vil aldrig kunne opnå en fuldstændig neutralisation, da der altid vil være et svagt overskud af H+-ioner eller OH--ioner. Der vil altid være det overskud fordi vand i sig selv er neutral.
Man skal ikke forveksle neutralisation med titrering, da titrering er en neutralisationsproces, der har et formål med at finde en ukendt koncentrationen, på en syre eller base.

## Årsag til at der bliver dannet vand og salt
Grunden til dette er, at en syre indeholder H+-ioner og negativt ladede syrerest-ioner, mens en base indeholder OH--ioner og positivt ladede metal-ioner (få undtagelser). Disse stoffer reagerer med hinanden og danner vand, H2O og et salt. Grunden til at der bliver dannet salt og vand er at basens metal-ion forbinder sig med syrens syrerest-ion, som derved danner en type salt. Grunden til, at der bliver dannet vand er at syrens positivt ladede syrebrint-ion (H+) forbinder sig med basens negativt ladede hydroxid-ion(OH-).
Så kort sagt: I alle syrer er der et enkeltstående "H" (Hydrogen), og i baserne "OH" (Hydroxid). Blot de, tilsammen skaber vand. De andre stoffer danner et salt. Det er i øvrigt også denne måde at man fremkalder salt

## Eksempler på neutralisation
KOH + HNO3 → KNO3 + H2O
H2SO4 + Ba(OH)2 → BaSO4 + 2 H2O
HCl + NaOH → NaCl + H2O
CH3COOH + NaOH → CH3COONa + H2O
HCl + NH4OH → NH4Cl + H2O
| Kemi | Spire Denne artikel om kemi er en spire som bør udbygges. Du er velkommen til at hjælpe Wikipedia ved at udvide den. |